# Danh sách nhân vật trong Người đẹp ngủ trong rừng của Disney
Danh sách sau gồm các nhân vật hư cấu trong bộ phim Người đẹp ngủ trong rừng năm 1959 của Disney.

## Công chúa Aurora
Công chúa Aurora là nhân vật chính của bộ phim. Sau khi Maleficent, một bà tiên độc ác nguyền rủa cô khi cô còn là một đứa trẻ, Aurora bị Flora, Fauna và Merryweather đưa đến khu rừng và đổi tên cô thành Briar Rose để che giấu thân phận với Maleficent. Aurora là Công chúa Disney chính thức thứ ba.
Ở phần sau của câu chuyện, ba bà tiên tốt bụng đang chuẩn bị cho sinh nhật của cô với dự định gây bất ngờ với tin rằng cô ấy chính là công chúa. Nhưng khi công chúa Aurora lúc này đã đổi tên thành Briar Rose, quay trở về với câu chuyện gặp gỡ một người đàn ông đẹp trai và đầy mê hoặc, các bà tiên phải nói với cô ấy rằng cô sẽ không bao giờ có thể gặp lại anh ta nữa; như Aurora, họ đều không biết anh ta thực sự là ai. Ba bà tiên nói với cô về tương lai của cô và đêm đó họ đưa cô trở lại lâu đài. Aurora rất buồn vì cô sẽ không bao giờ nhìn thấy người đàn ông từ khu rừng và bật khóc. Ba bà tiên thoát ra khỏi căn phòng mà họ bí mật bước vào để công chúa được yên tĩnh một chút. Aurora đột nhiên nhìn thấy một tia sáng lơ lửng do Maleficent niệm thần chú và trong một cơn mê, cô đi theo tia lửa xuyên qua mặt sau của lò sưởi và đi lên cầu thang, đến một căn phòng trong tháp canh, nơi tia sáng đột nhiên biến thành một khung cưỡi dệt vải. Ba bà tiên tốt bụng cố gắng ngăn cô lại, nhưng đã quá muộn khi Aurora chọc ngón tay vào trục quay và gục xuống ngủ mê mệt. Cô được các bà nữ đặt lên giường, nơi cô có thể ngủ yên trong tòa tháp cao nhất.
Aurora sau đó được đánh thức bởi nụ hôn tình yêu đích thực của Phillip, phá vỡ lời nguyền. Cô cũng biết rằng tình yêu của mình và người được hứa hôn chính xác là cùng một người. Trong những cảnh cuối cùng của bộ phim, Aurora và Phillip khiêu vũ bên nhau.

## Maleficent
Maleficent là "Quý bà của Tất cả Ác ma". Sau khi không được mời đến làm lễ rửa tội, bà đã nguyền rủa Công chúa Aurora sơ sinh sẽ "chọc ngón tay vào trục của một khung cưỡi dệt vải và chết" trước khi mặt trời lặn vào sinh nhật thứ mười sáu của cô. Bà tiên Merryweather đã cố gắng làm suy yếu lời nguyền bằng cách chuyển nó từ trạng thái chết sang trạng thái ngủ.
Vào đêm khi Aurora trở về lâu đài của đức vua, ngay lúc Aurora đang ở một mình, Maleficent đã chớp lấy cơ hội dụ cô chọc ngón tay vào trục quay của bánh xe quay. Bất chấp những nỗ lực của ba bà tiên tốt, bà ta đã thành công trong việc thực hiện lời nguyền. Sau đó, bà tiếp tục bẫy Hoàng tử Phillip và nhốt anh ta vào ngục tối. Tuy nhiên, ba nàng tiên tốt bụng đã giải thoát cho Phillip sau khi bà ta bỏ đi. Khi trông thấy con quạ cưng bị Merryweather biến thành đá, bà đã cố gắng ngăn chặn anh bằng một loạt tia chớp, nhưng không thành công. Thậm chí bà còn hóa phép ra một khu rừng đầy gai, nhưng Phillip dễ dàng cắt đường mở cổng. Không còn lựa chọn nào khác, bà bay đến cổng lâu đài của Vua Stefan và biến thành một con rồng to lớn để chiến đấu với hoàng tử. Mặc dù đẩy Phillip đến bờ vực, Phillip vẫn ném thanh kiếm Chân lý được ban phước bởi phép thuật của ba bà tiên tốt, thẳng vào tim Maleficent, và giết chết bà ta. Tất cả những gì còn lại của bà là một mớ hỗn độn màu đen và tím trên mặt đất, với thanh kiếm vẫn cắm trong đó khi nó đen lại.

## Flora, Fauna và Merryweather
Flora, Fauna và Merryweather là những bà tiên đỡ đầu tốt. Dựa trên những bà tiên tốt bụng xuất hiện trong truyện cổ tích gốc của Pháp và nhiều câu chuyện kể lại khác nhau. Giống như các nhân vật khác trong chuyện cổ tích, Flora, Fauna và Merryweather xuất hiện tại lễ rửa tội của em bé Aurora để tặng quà cho Công chúa Aurora mới sinh. Cánh của họ rất nhỏ. Họ sử dụng sức mạnh ma thuật để giúp đỡ cả Công chúa Aurora và Hoàng tử Phillip.

## Hoàng tử Phillip
Hoàng tử Phillip là tình yêu đích thực của Aurora, do Bill Shirley lồng tiếng. Hình ảnh Phillip là dựa trên hoàng tử trong truyện cổ tích gốc của Pháp, anh xuất hiện một trăm năm sau khi công chúa bị lời nguyền của Maleficent đưa vào giấc ngủ, sau khi nghe câu chuyện về nàng công chúa ngủ trong rừng, và bước vào lâu đài. Anh run rẩy khi nhìn thấy vẻ đẹp của công chúa và quỳ gối trước cô. Anh hôn cô, sau đó cô tỉnh dậy, và sau đó mọi người sống hạnh phúc mãi mãi. Không giống như Hoàng tử từ Bạch Tuyết và bảy chú lùn và  Prince Charming trong Cô bé Lọ Lem, Phillip là hoàng tử đầu tiên trong các bộ phim hoạt hình chiếu rạp của Disney có tên riêng và có đầy đủ miêu tả nhân vật.
Khi Aurora chào đời, người ta nói rằng Phillip sẽ kết hôn với công chúa, con gái của người bạn thân nhất của cha anh. Cậu bé Phillip tặng quà cho đứa trẻ sơ sinh Aurora tại lễ rửa tội của cô ấy, nhưng lại không mấy ấn tượng khi nhìn thấy cô. Sự kiện bị gián đoạn bởi Maleficent, người xuất hiện và nguyền rủa Aurora, khiến Ba bà Tiên tốt bụng phải đưa Aurora vào rừng để nuôi nấng cô bé. Nhiều năm sau, Phillip đang cưỡi ngựa trong rừng và nghe thấy Aurora hát, lúc bây giờ được gọi là Briar Rose. Anh dõi theo giọng hát của cô ấy và bắt đầu hát cùng cô. Cô cố gắng chạy trốn, nhưng anh chạy theo sau cô. Đến cuối bài hát, họ vướng phải tình yêu sét đánh. Tuy nhiên, Aurora nhận ra rằng cô ấy đang không nghe lời các "dì" của mình và bỏ đi, nhưng không nói trước với Phillip rằng cô sẽ tổ chức sinh nhật tại ngôi nhà của cô ở giữa rừng. Sau khi bị Maleficent bắt và ném vào ngục tối, Ba bà Tiên đã giải cứu anh ta để anh có thể cứu Aurora. Phillip trốn thoát khỏi lâu đài của Maleficent và là mục tiêu khi cơn thịnh nộ của Maleficent trỗi dậy, bà đã ném những tia sét (và sau đó tạo ra một rừng gai) vào anh ta. Tại cổng lâu đài, Phillip chiến đấu với Maleficent, lúc này đã biến thành một con rồng. Phillip chiến thắng và tiêu diệt Maleficent bằng Thanh kiếm Chân lý. Anh hôn Aurora và cô tỉnh dậy. Sau đó, họ đi xuống cầu thang, tay trong tay và cùng nhảy sau khi Aurora gặp cha mẹ cô.
Trong Disney Princess Enchanted Tales: Follow Your Dreams, Phillip là một trong những nhân vật của Công chúa ngủ trong rừng xuất hiện, hiện do Roger Craig Smith lồng tiếng Ở phần đầu của phân đoạn "Chìa khóa đến Vương quốc", Phillip được thiết lập để rời vương quốc trong hai ngày cùng với cha mình và cha mẹ của Aurora để đi dự Hội nghị Hoàng gia, và để Aurora trị vì khi họ vắng mặt. Trước khi khởi hành, Phillip khuyến khích Aurora làm tốt công việc phụ trách vương quốc và bảo cô hãy nhìn vào ngôi sao sáng nhất vào ban đêm, vì anh ấy cũng sẽ làm như vậy. Phillip trở lại vào cuối phân đoạn và là một phần của lễ kỷ niệm cho nhiệm vụ của Aurora.
Phillip cũng xuất hiện trong trò chơi video Kingdom Hearts Birth by Sleep của Disney/Square, diễn ra tại thế giới quê hương của anh là "Enchanted Dominion". Anh ấy được Josh Robert Thompson lồng tiếng. Phillip đóng một vai rất giống trong phần phim gốc, gặp Aurora tại khu rừng và hát cùng cô ấy. Sau đó, Phillip chiến đấu cùng với Aqua, một nhân vật trong trò chơi điện tử gốc, trong trận chiến chống lại goons của Maleficent, và Maleficent trong hình dạng rồng. Phillip đánh bại Maleficent bằng thanh kiếm của anh; tuy nhiên, không giống như trong phim, Maleficent không bị giết mà chỉ bị suy yếu đến mức trở lại hình dạng đầu tiên. Phillip tiếp tục hôn Aurora và phá bỏ bùa chú của Maleficent đối với cô. Trong Kingdom Hearts bản gốc, Enchanted Dominion đã bị Heartless nuốt chửng, và bản thân Phillip bị biến mất, nhưng có lẽ đã được phục hồi sau khi Sora đánh bại "Ansem" ở cuối game.
Phillip là một trong nhiều nhân vật Disney xuất hiện trong phim truyền hình Disney's House of Mouse. Anh cũng xuất hiện trong các công viên giải trí và các sự kiện trực tiếp. Phillip góp mặt trong loạt phim "Disney Heroes", một dòng đồ chơi tương tự nhưng kém thành công hơn nhiều so với loạt Disney Princess. Phillip và Maleficent trong hình dạng rồng xuất hiện trong các phiên bản cách điệu, bằng cách nào đó nó lại khác với hình dáng thông thường của họ.
Một phiên bản người thật của Hoàng tử Phillip đã xuất hiện trong bộ phim người thật Maleficent của Disney, do Brenton Thwaites thể hiện. Theo cách giải thích này, Phillip được cha mình là Vua John của Ulstead, gửi đến lâu đài của Vua Stefan vì vấn đề kinh doanh, nhưng gặp phải Aurora trên đường đi. Mặc dù cuối cùng họ không kết hôn, mối quan hệ của họ vẫn có khả năng trở thành một cái gì đó sâu đậm hơn. Trong Maleficent: Mistress of Evil, Harris Dickinson đã đóng vai Phillip vì Thwaites không thể tiếp tục vai diễn do xung đột lịch trình.

## Vua Stefan
King Stefan là cha của Aurora, do Taylor Holmes lồng tiếng và cũng là vai diễn cuối cùng của anh ấy, thay thế Hans Conried (trớ trêu thay lại trở thành người đóng live action cho Stefan) cho vai trò lồng tiếng. Nhà vua hạnh phúc kết hôn với Hoàng hậu Leah và vui mừng trước sự ra đời của con gái họ. Họ quyết định tổ chức một buổi lễ để giới thiệu Aurora cho toàn thể vương quốc. Quản gia của hoàng cung thông báo người bạn thân nhất của Stefan là Vua Hubert sẽ tham dự buổi lễ, cùng lúc đó Aurora cũng được hứa hôn với con trai nhỏ của Hubert, Hoàng tử Phillip. Tiên hắc ám Maleficent xuất hiện và rất tức giận vì không nằm trong danh sách khách mời. Bà nguyền rủa đứa trẻ sơ sinh Aurora sẽ chết vào sinh nhật thứ mười sáu khi chọc ngón tay vào trục quay của khung cưỡi như một quả báo. Một trong những bà tiên đỡ đầu của Aurora, Merryweather, đã có thể khắc chế giảm bớt lời nguyền và các bà tiên sau đó đã đề nghị giấu Aurora cho đến sau sinh nhật lần thứ mười sáu của cô. Vẫn còn lo sợ về tính mạng của con gái mình, Stefan ra lệnh đốt cháy tất cả các khung cưỡi trong vương quốc, mặc dù Flora, Merryweather và Fauna biết rằng điều này sẽ không thể ngăn cản Maleficent. Stefan, Leah và cả vương quốc rất buồn vì sự vắng mặt của Aurora.
Mười sáu năm trôi qua, Nhà vua và Nữ hoàng chuẩn bị cho sự trở lại của Aurora. Stefan và Hubert thảo luận về tương lai của các vương quốc và cuộc hôn nhân sắp diễn ra của Aurora và Hoàng tử Phillip. Stefan thích cặp đôi dành thời gian bên nhau trước khi kết hôn trong khi Hubert đã chuẩn bị sẵn một lâu đài mới cho họ. Sau đó, Stefan và toàn bộ vương quốc chờ đợi sự xuất hiện của Aurora, không hề hay biết rằng cô đã bị đâm ngón tay và chìm vào một giấc ngủ bị nguyền rủa, chỉ có nụ hôn của tình yêu đích thực mới có thể đánh thức. Để mọi người khỏi đau lòng, các bà tiên đã phù phép một câu thần chú ngủ trên toàn bộ vương quốc, bao gồm cả Stefan, vợ ông và Hubert. Cuối cùng, tất cả mọi người, ông và vợ đoàn tụ với Aurora. Sau đó, ông nhìn cô khiêu vũ với Hoàng tử Phillip, cùng với vợ và Hubert.
Trong Disney Princess Enchanted Tales: Follow Your Dreams, Vua Stefan do Corey Burton lồng tiếng, khởi hành cùng Nữ hoàng Leah, Vua Hubert và Hoàng tử Phillip đến một Hội nghị Hoàng gia, để lại Công chúa Aurora cai trị vương quốc. Ông xuất hiện ở cuối phân đoạn đầu tiên khi chuẩn bị bước vào lâu đài thì đại quản gia cảnh báo ông không được vào. Hội trường lâu đài lúc này tràn ngập động vật, một tình huống đã được Aurora giải quyết ngay trước khi Stefan bước vào. Ông tham dự lễ kỷ niệm mà Aurora đã tổ chức, cùng với vợ, Hubert, Phillip, các bà tiên và Lord Duke.
Trong phim người thật đóng Maleficent của Disney, Vua Stefan do Sharlto Copley đóng vai. Là một cậu bé mồ côi ở nông trại, Stefan trở thành bạn đồng hành thời thơ ấu của Maleficent, nhưng tham vọng trở thành vua đã khiến anh phản bội Maleficent. Anh đã chặt đứt đôi cánh của cô để giành lấy sự sủng ái của Vua Henry lúc đó đang hấp hối. Do lời nguyền của Aurora và ý định giết Maleficent, Vua Stefan trở thành một vị vua tàn nhẫn và là một nhân vật phản diện độc ác, không giống như tính cách khôn ngoan, hài hước và tốt bụng của nhân vật trong phim gốc.

## Hoàng hậu Leah
Hoàng hậu Leah và chồng bà là những người cai trị một vương quốc châu Âu không tên, có lẽ là ở Trung cổ Pháp, mặc dù bộ phim không giải thích hoặc cho biết bối cảnh diễn ra ở đâu và một số cuộc tranh luận diễn ra sau nhiều năm kết hôn về vị trí của nó, bà sinh ra một đứa con gái xinh đẹp, mà bà và chồng đặt tên là Aurora. Hạnh phúc của bà biến mất khi Maleficent, người không được mời, đã nguyền rủa cô con gái nhỏ. Quá đau khổ, bà phải chứng kiến con gái mình bị các tiên nữ bắt đi để bảo vệ đứa bé. Mười sáu năm sau, trong khi chờ đợi sự trở lại của đứa con gái nhỏ thì Aurora chạm vào trục quay, Nữ hoàng và toàn bộ vương quốc chìm vào giấc ngủ bởi dưới bùa phép của những bà tiên tốt bụng. Khi Maleficent bị đánh bại và Phillip đánh thức Aurora, bà thức tỉnh cùng chồng và bạn của ông, tất cả cuối cùng gặp lại công chúa, bà ôm ấp và khóc vì hạnh phúc khi nhìn thấy con.
Trong phân đoạn ngắn, Stefan, Leah, Hubert và Phillip đều đi dự một buổi lễ hoàng gia, Hubert sẽ có bài phát biểu. Tin tưởng con gái của mình, Stefan và Leah trao cho Aurora "chìa khóa vương quốc" khi họ đi vắng.
Trong phim người thật đóng Maleficent của Disney, Nữ hoàng Leah - hay còn gọi là Nữ hoàng Leila - do Hannah New đóng. Bà là con gái duy nhất của Vua Henry tàn nhẫn, tiền nhiệm của Vua Stefan. Bà vẫn trung thành với cha mình bằng cách trở thành vợ của Stefan và sau đó mang thai đứa con của ông. Bà  chứng kiến Maleficent, bạn cũ của chồng bà và cũng là người mà ông ta phản bội, đặt lời nguyền lên con gái bà là Aurora. Một thời gian ngắn trước sinh nhật thứ 16 của Aurora, Leila bị ốm và chết. Stefan không tỏ ra đau buồn trước cái chết của bà vì ông trở nên hoang tưởng và bị ám ảnh bởi việc giết Maleficent, nhưng sau đó nhận thấy sự giống nhau giữa mẹ của con gái mình.
Nữ hoàng Leah cũng xuất hiện một khoảng ngắn trong phim gốc Descendants của Disney Channel. Bà gặp Mal, con gái của Maleficent, và đổ lỗi cho cô về hành động của Maleficent. Bà được nhìn thấy tại lễ đăng quang, đang ôm cháu gái Audrey sau khi họ bị Maleficent đóng băng.

## Vua Hubert
Vua Hubert là cha của Phillip, Bill Thompson lồng tiếng. Vua Hubert và người bạn thân nhất của Vua Stefan, đã hứa hôn cho các con của họ kết hôn với nhau khi thời điểm đến, để vương quốc của họ mãi mãi thống nhất. Anh ta được mời đến lễ rửa tội của Aurora và chứng kiến Maleficent nguyền rủa Aurora. Mặc dù công chúa bé bỏng Aurora bị Flora, Fauna và Merryweather bắt đi, lời hứa hôn vẫn được giữ nguyên. Hubert tiếp theo được coi là đã mười sáu năm trôi qua và Stefan đang chuẩn bị lễ kỷ niệm cho sự trở lại của Aurora. Vua Hubert và Vua Stefan đang nói về những đứa con và vương quốc của họ thì cuộc trò chuyện gần như dẫn đến một cuộc chiến cho đến khi cả hai vị vua nhận ra rằng họ sắp chiến đấu mà không có lý do. Cảnh tượng bị gián đoạn bởi sự xuất hiện của Phillip. Hoàng tử Phillip nói với cha mình rằng anh đã gặp một phụ nữ trẻ trong rừng và anh sẽ kết hôn với cô ấy, trái với ý muốn của cha mình. Hubert không hề hay biết, người phụ nữ trẻ này là Aurora dưới sự cải trang của "Briar Rose", danh tính giả mà các nàng tiên đã ban cho cô để bảo vệ cô khỏi Maleficent. Vua Hubert tức giận với con trai của mình vì thậm chí đã giải trí cho khái niệm kết hôn với một cô gái nông dân, nhưng Phillip, hơi hài hước nói với cha mình rằng hoàng gia phải bắt đầu xem xét những ý tưởng mới, vì "suy cho cùng thì đó cũng là thế kỷ 14". Thất vọng vì thất bại trong việc khuyên can con trai từ lời hứa hôn mong đợi của mình, Hubert tiếp tục báo tin xấu cho Vua Stefan. Trong những sự kiện này, lời nguyền của Maleficent đã được ứng nghiệm và Aurora đã chìm vào giấc ngủ sâu, vì vậy các nàng tiên quyết định đưa những người khác vào giấc ngủ. Ngay khi đang chìm vào giấc ngủ, Vua Hubert nói với Vua Stefan đã ngủ rằng Phillip đang yêu một cô gái nông dân, điều này khiến Flora nhận ra rằng đó là Phillip, người mà Aurora đã gặp trong rừng. Vua Hubert tỉnh dậy vào cuối phim, tiếp tục cuộc trò chuyện của mình với Vua Stefan và định nói với anh ta rằng Phillip yêu một cô gái nông dân thì Aurora và Phillip được nhìn thấy đi xuống cầu thang hành lang, điều này khiến Hubert bối rối nhưng hài lòng.
Vua Hubert là một trong những nhân vật của Người đẹp ngủ trong rừng trở lại trong  Disney Princess Enchanted Tales: Follow Your Dreams , hiện được lồng tiếng bởi Jeff Bennett. Ông tham dự một Hội nghị Hoàng gia cùng với Hoàng tử Phillip, Vua Stefan và Hoàng hậu Leah, trong đó Vua Hubert sẽ có bài phát biểu. Tuy nhiên, Vua Hubert nhận ra rằng ông đã quên bài phát biểu của mình tại lâu đài của Vua Stefan chỉ khi ông đã có mặt tại Hội nghị Hoàng gia. Vua Hubert cố gắng tìm kiếm nó ở khắp mọi nơi cho đến khi các nàng tiên đến và chuyển cho ông ta bài phát biểu của mình. Hubert xuất hiện tiếp theo ở cuối phim, tham dự một bữa ăn do Aurora tổ chức.
Trong Maleficent: Mistress of Evil", anh được miêu tả bởi Robert Lindsay và đổi tên thành 'Vua John của Ulstead', cùng với vợ Nữ hoàng Ingrith. Không giống như Ingrith, anh ta tìm cách thiết lập hòa bình giữa Ulstead và người Moor. Sau lễ đính hôn của con trai mình, John và Ingrith tổ chức một bữa tiệc, để kỷ niệm các cặp đôi trẻ sắp cưới. Trong bữa ăn tối, căng thẳng gia tăng trong khi Maleficent và Ingrith thảo luận về những cái chết của hai bên, mỗi bên cho rằng người kia phải chịu trách nhiệm. Khi Maleficent mất bình tĩnh, Ingrith đã thực hiện kế hoạch bí mật của mình để lật đổ nhà vua, bằng cách nguyền rủa ông ta bằng một trục quay, và đổ lỗi cho Maleficent. Giờ đây, khi bị lời nguyền đang ngủ yên, Phillip thúc giục mẹ anh hôn John, tin tưởng một cách sai lầm vào mối quan hệ của họ, nhưng nó không thành công, vì Ingrith ngấm ngầm khinh thường chồng mình vì mong muốn hòa bình. Trạng thái bị nguyền rủa của Nhà vua gây ra các chuyển động, dẫn đến một cuộc chiến giữa Ulstead và những sinh vật ma thuật của Moors, cũng như Dark Fey.
Sau đó Hoàng tử Phillip kết thúc cuộc chiến giữa Ulstead và tất cả các tiên nữ và Ingrith bị biến thành dê vì sự bạo ngược của mình, Maleficent phá hủy trục quay và phá vỡ lời nguyền, đánh thức nhà vua. Sau đó, người ta thấy anh ta tham dự đám cưới giữa Aurora và Phillip vào cuối buổi lễ, nói với Phillip rằng anh ta tự hào về anh ta như thế nào vì đã thành công trong việc đạt được hòa bình giữa Ulstead và người Moors.
Mặc dù không trực tiếp xuất hiện trong Maleficent, ông đã gửi con trai là Hoàng tử Phillip đến lâu đài của Vua Stefan.

## Quạ đen Diablo
Diablo là thú cưng của Maleficent. Nguồn gốc tên của anh ta không rõ ràng vì anh ta không bao giờ có tên trong phim. Diablo có mặt tại lễ rửa tội của Aurora khi Maleficent nguyền rủa đứa bé. Lúc các tay sai của Maleficent thông báo với bà chủ rằng chúng đã dành mười sáu năm chỉ để tìm kiếm một đứa bé, bà ấy đã cử Diablo đi tìm Aurora. Diablo bay qua khu rừng để tìm kiếm bất kỳ dấu hiệu nào của công chúa cho đến khi anh phát hiện ra ngôi nhà nhỏ nơi cô đang sống với các bà tiên, Flora và Merryweather đã hóa phép để ẩn giấu ngôi nhà. Sau khi thông báo cho bà chủ, Diablo gia nhập Maleficent khi bà và lũ tay sai bắt Phillip trong ngôi nhà nhỏ, và nhìn thấy sự hiện diện của các bà tiên trong Núi Cấm trong khi Maleficent không hề hay biết. Diablo sau đó phát hiện ra Phillip đã trốn thoát với sự trợ giúp của các bà tiên, và ra lệnh cho lũ tay sai ngăn họ rời khỏi ngọn núi. Merryweather quay lại và đuổi theo Diablo vòng quanh tháp của Maleficent cho đến khi bà biến anh ta thành một con quạ đá, nhưng con quạ đã kịp thu hút sự chú ý của Maleficent, lúc này đã biết về thân phận của anh và Hoàng tử Phillip đang trốn thoát. Anh ấy được Dal McKennon lồng tiếng trong bộ phim gốc và hiện do Sam Riley lồng tiếng.
Diablo đóng một vai nhỏ nhưng quan trọng trong loạt Kingdom Hearts: Đầu tiên trong Kingdom Hearts II, anh ta mặc áo choàng của Maleficent vào tháp của Yen Sid để đảm bảo hồi sinh bà, và sau đó là Kingdom Hearts: Dream Drop Distance lúc gửi tin nhắn đến Mickey.
Sam Riley là người đóng live-action vai quạ đen trong bộ phim Maleficent, Diaval được giới thiệu là một con quạ được Maleficent cứu để làm người hầu của bà. Trong suốt bộ phim, mối quan hệ của Maleficent và Diaval phát triển từ mối quan hệ giữa người hầu và bà chủ nảy nở thành một tình bạn sâu sắc. Sử dụng phép thuật của mình, Diaval có thể biến thành người hoặc bất kỳ động vật nào khác mà Maleficent muốn, đa phần là thành một người đàn ông hoặc một con quạ nhưng cũng có thể là sói, ngựa, rồng và gấu.

## Ngựa Samson
Samson là chú ngựa và gần như là một thú cưng của Hoàng tử Phillip. Samson rất quý Aurora, nhưng có thể trở nên ghen tuông khi Phillip thể hiện tình cảm với cô. Chú ngựa được Frank Welker lồng tiếng trong Disney Princess Enchanted Tales: Follow Your Dreams .

## Đội quân của Maleficent
Đội quân của Maleficent được tạo thành từ những sinh vật yêu tinh giống như lợn lòi, diều hâu, cá sấu, dê, dơi, kền kền và các sinh vật khác. Mặc dù trung thành nhưng chúng có trí thông minh thấp, do phải nhận những mệnh lệnh không rõ ràng từ Maleficent, lúc nào cũng tức giận với sự ngu ngốc của chúng, chúng đã dành 16 năm để tìm kiếm một đứa trẻ sơ sinh hơn là một cô gái Aurora đúng tuổi. Chúng sau đó xuất hiện để bắt Hoàng tử Phillip trong ngôi nhà nhỏ nơi ba bà tiên đang giấu Aurora, và một lần nữa cố gắng ngăn cản cuộc chạy trốn của anh bằng cách đẩy những tảng đá (Flora biến chúng thành bong bóng), bắn tên (Flora biến chúng thành hoa), và dầu đun sôi.(Flora biến nó thành cầu vồng).
Chúng xuất hiện như nhân vật khách mời trong Who Framed Roger Rabbit (1988), Disney's House of Mouse và Kingdom Hearts: Birth By Sleep .